# فريق مراقبي الأمم المتحدة العسكريين في الهند وباكستان
فريق مراقبي الأمم المتحدة العسكريين في الهند وباكستان هو فريق تابع للأمم المتحدة تم إنشاءه عام 1951 ليخلف لجنة الأمم المتحدة للهند وباكستان.

## خلفية
في إطار نزاع كشمير مرر مجلس الأمن القرار رقم 47 (1948) الذي زاد فيه عضوية لجنة الأمم المتحدة للهند وباكستان إلى 5 أعضاء. وقعت الهند وباكستان اتفاقية كراتشي في يوليو 1949 وأنشأتا خطا لوقف إطلاق النار يشرف عليه مراقبون. بعد إنهاء لجنة الأمم المتحدة، أصدر مجلس الأمن القرار رقم 91 (1951) وأنشأ فريق مراقبي الأمم المتحدة العسكريين في الهند وباكستان (UNMOGIP) لمراقبة انتهاكات وقف إطلاق النار والإبلاغ عنها.
بعد الحرب الباكستانية الهندية عام 1971، وقع البلدان اتفاقية شيملا في عام 1972 لتحديد خط السيطرة في كشمير. لا تتفق الهند وباكستان على ولاية فريق مراقبي الأمم المتحدة العسكريين في الهند وباكستان في كشمير لأن الهند جادلت بأن ولاية الفريق قد انقضت بعد اتفاقية شيملا لأنها أُنشئت خصيصًا لمراقبة وقف إطلاق النار وفقًا لاتفاقية كراتشي.
ومع ذلك، أكد الأمين العام للأمم المتحدة أن فريق مراقبي الأمم المتحدة يجب أن يستمر في العمل لأنه لم يتم إصدار قرار بإنهائه. فرضت الهند قيودًا جزئية على أنشطة مراقبي الأمم المتحدة غير المسلحين البالغ عددهم 45 على الجانب الهندي من خط المراقبة على أساس أن ولاية الفريق قد انقضت.